# Sàtires del suïcidi romàntic
Sàtires del suïcidi romàntic és una sèrie de dues pintures realitzades per Leonardo Alenza el 1839. Consta de Sàtira del suïcidi romàntic i Sàtira del suïcidi romàntic per amor. Actualment ambdues obres es conserven al Museu del Romanticisme de Madrid.

## Història
Ambdues peces van ser adquirides a París el 23 de desembre de 1878, per Enrique de Aguilera y Gamboa, marquès de Cerralbo. Anys després de comprar-les, el marquès les donaria a l'aleshores acabat de crear «Museu Romàntic» l'any 1921. A l'època en què van ser creats, aquests llenços eren coneguts pel títol Els Romàntics!.
Ambdues obres són les més reconegudes de tota la producció de l'autor i també és considerada com una de les obres més romàntiques de l'art espanyol.
Malgrat la seva mida reduïda, les obres compten amb un alt detall i una gran quantitat d'elements simbòlics. És una de les obres que millor reflecteix la idea de l'època romàntica, aproximant-se directament a la tragèdia, el drama del terrible Romanticisme.

## Elements comuns
En tractar-se de dues obres «complementàries»" i amb un tema similar, podem trobar moltes similituds a l'hora de parlar d'elements pictòrics. Aquí, podem parlar de l'obscuritat que mbolcalla ambdues escenes, els contrasts de colors, les llums crepusculars, o els elements iconogràfics que es repeteixen a tots dos llenços com són, la natura morta macabra formada per llibres, la corona de llorer, l'espasa de cassoleta, el punyal, l'ampolla, elements tallants i tota una sèrie d'artefactes disposats per al suïcidi que de fet són una crítica en to caricaturesc als excessos romàntics.

## Relació amb la literatura
Carolina Miguel Arroyo (2013) esmenta que podria haver-hi una relació entre l'obra El Romanticisme i els Romàntics (1837) de Ramón Mesonero Romanos i aquestes obres, en el moment d'inspirar-se a les històries que compten. És important tenir en compte la importància de la literatura en aquesta època, coneguda com a literatura romàntica. A l'obra esmentada, l'autor relata de forma còmica l'imaginari romàntic. Es creu que Leonardo Alenza fos coneixedor d'aquesta obra, ja que les obres tenen una certa similitud a l'hora de relatar de forma lleugerament còmica i així ho han confirmat alguns autors.
Manuel Sánchez-Camargo també assenyala que les obres podrien tenir possibles influències a les obres de Francisco de Quevedo.